# Илиас Хасани
Илиас Хасани (роден на 8 ноември 1995 г.) е алжирски футболист, роден във Франция, който играе като защитник за Берое.